# 리투아니아의 유로 주화
리투아니아의 유로 주화는 8개의 주화 디자인이 모두 동일하다. 주화에는 리투아니아의 국장이 그려져 있으며 리투아니아의 리투아니아어 국명(리투아니아어: Lietuva)이 쓰여져 있다.
리투아니아 은행은 2004년 11월 11일에 유로 주화 디자인을 공표했다. 조각가 안타나스 주카우스카스(리투아니아어: Antanas Žukauskas)가 리투아니아의 유로 주화 디자인을 맡았다. 리투아니아는 2015년 1월 1일을 기해 유로를 도입하였다.
| € 0.01            | € 0.02 | € 0.05             |
| ----------------- | ------ | ------------------ |
|                   |        |                    |
| 리투아니아의 국장 |        |                    |
| € 0.10            | € 0.20 | € 0.50             |
|                   |        |                    |
| 리투아니아의 국장 |        |                    |
| € 1.00            | € 2.00 | € 2 주화 모서리    |
|                   |        | (자유, 단결, 번영) |
| 리투아니아의 국장 |        |                    |